# رودولف كالمان
رُودلف إِميل كَلمَن (بالإنجليزية: Rudolf Emil Kalman) (ولد في 19 مايو سنة 1930 في بودابست - 2 يوليو 2016) هو رياضي أمريكي الجنسية ومجري الأصل، اشتهر وذاع صيته سنة 1960 م عندما طور المصفات (Filter) التي سميت باسمه أي مصفات كالمان.
قوبل اختراع كالمان في البداية بتحفظ كبير من قبل زملائه الرياضيين مما جعله ينشر فكرته في مجلة علمية تهتم بمجال الميكانيك بدل نشرها في مجلة علمية رياضية. بدأت فكرة كالمان تجد طريقها للقبول بعد أن زار هذا الأخير ستانلي شميت سنة 1967 م في الناسا في ما يعرف بـ (NASA Ames Research Center) حيث أعجب بالفكرة واستعملها في برنامج أبولو الصاروخي.